# Kurt Maenicke
Kurt Maenicke (* 1896; † 1990 in München) war ein deutscher Bauingenieur und Architekt.

## Leben
Mänickes Architekturbüro befand sich in Leipzig. Er plante u. a. 1937 den Umbau des früheren Arbeiterheims Bermsgrün in eine Gauschule der Deutschen Arbeitsfront. 1940 errichtete er die neue Klöppelschule in Schwarzenberg/Erzgeb. 1941 erhielt er auf Wunsch des Oberbürgermeisters Alfred Freyberg den Auftrag der Generalplanung für die Reichsmessestadt Leipzig. Der Entwurf der Neuen Messe in Leipzig stammt beispielsweise von ihm. Sein Name stand auf der Gottbegnadeten-Liste des Propagandaministers Goebbels. Er liegt auf dem Nordfriedhof München begraben.
Sein Nachlass befindet sich im Architekturmuseum München.